# The Riches
The Riches är en amerikansk TV-serie med komikern Eddie Izzard samt Minnie Driver i huvudrollerna.

## Handling
I serien får tittaren följa Izzard och Driver som de irländska paveemedlemmarna Wayne och Dahlia Molloy som, tillsammans med sina barn Di Di (Delilah), Sam och Cael, åker omkring i USA i sin husbil. När serien börjar har Dahlia just blivit villkorligt frigiven från sitt tvååriga fängelsestraff där hon utvecklade diverse drogberoenden. Under hennes fängelsevistelse åkte Wayne och barnen omkring och tjänade sitt uppehälle på lurendrejeri. Familjen får hastigt fly från en träff med sin resande-klan, där det bestämts att dottern Di-Di skulle giftas bort mot sin vilja. Under flykten hamnar de i en bilolycka där en väldigt rik familj ("The Riches") förolyckas. Istället för att återvända till sin resande-klan bestämmer de sig för att skaffa sig det "bättre livet". De tar därför över den rika familjens identitet och flyttar in i deras grindsamhälle i Baton Rouge, Louisiana. De kämpar för att anpassa sig till sitt nya liv som buffers, vilket är deras namn för icke-resande, och anstränger sig hårt för att undvika att bli avslöjade av personer från sitt förflutna och av sina nya grannar.